# Dave Finlay
David Edward Finlay, Jr. (født 31. januar 1958) er en nordirsk wrestler, der siden 2004 har wrestlet i World Wrestling Entertainment (WWE) under ringnavnet Finlay. Han er for tiden ansat på organisationens ECW-brand, og han har sin karriere i WWE vundet WWE United States Championship. Fra 1995 til 2000 wrestlede han i World Championship Wrestling (WCW) – i starten wrestlede han under ringnavnet Belfast Bruiser, men skiftede senere til Finlay (selvom WCW ofte fejlagtigt skrev Finley) – og han vandt i 1998 WCW World Television Championship.

## Eksterne links
- Dave Finlay på Internet Movie Database (engelsk)
- Dave Finlay på The Movie Database (engelsk)
- Dave Finlays profil på CageMatch worker (engelsk)
- Dave Finlays profil hos Internet Wrestling Database (engelsk)
- Dave Finlays profil hos Online World of Wrestling (engelsk)
- Dave Finlays profil hos WWE.com (engelsk)
- Dave Finlays profil på wrestlingdata.com (engelsk)

- Wikimedia Commons har flere filer relateret til Dave Finlay

| Wrestler | Spire Denne biografi om en wrestler er en spire som bør udbygges. Du er velkommen til at hjælpe Wikipedia ved at udvide den. |